# Conservapedia
Conservapedia es una enciclopedia creada por conservadores estadounidenses como alternativa a Wikipedia, pues la consideran tendenciosa, anticristiana y en contra de la cultura estadounidense. Fue fundada en noviembre de 2006 por el abogado Andy Schlafly (n. 1961), hijo de la comentarista Phyllis Schlafly (1924-2016), presidenta del Eagle Forum.
Para la redacción de los artículos, inicialmente contó con el apoyo de 58 estudiantes de Nueva Jersey. A la fecha de 25 de junio de 2015 contiene más de 41 400 artículos de contenido y cerca de 103 000 páginas en total.
Conservapedia usa la plataforma Mediawiki, software libre desarrollado por la Fundación Wikimedia, como sistema wiki y sus pautas de los artículos se asemejan a su competidora, Wikipedia. El logotipo es la bandera estadounidense con la marca en el centro.

## Política
Conservapedia usa una política similar a cualquier wiki. A diferencia de otros, los artículos son resumidos, fáciles de entender, con contenido suavizado a modo de enseñanza y adaptado a la cultura contemporánea. Algunos editores del proyecto consideran que estas cualidades la hacen ideal para la enseñanza en casa (homeschooling), algo que se defiende en su artículo sobre el homeschooling ya que, según Conservapedia, evita la cultura de la escuela pública y sus muchos efectos perjudiciales de aversión al cristianismo y al control parental, sesgo político, aburrimiento, confusión, depresión, etc.
Entre las campañas que promueve el Eagle Forum y que sigue Conservapedia se encuentran:
- Enseñanza del creacionismo en las escuelas.
- Fomento de la educación en el hogar
- Campañas antiaborto.
- Antifeminismo.
- Crítica a los movimientos de derechos LGBTQIA+.
- Campaña contra las vacunaciones obligatorias.
- Oposición al sistema público de salud.
- Campaña a favor del inglés como lengua oficial de Estados Unidos.

### Creacionismo
Generalmente la Conservapedia sigue los postulados de la comunidad científica. No obstante, la bibliografía utilizada es frecuentemente apologética del creacionismo.
En algunos temas Conservapedia mantiene una postura diferente a la aceptada por la comunidad científica. Los postulados sobre la Evolución biológica es el ejemplo más destacado y es denostada a favor del creacionismo. Así, por ejemplo, la entrada sobre el canguro (revisión del 20 de febrero de 2007) decía:

Como todos los animales modernos, los canguros modernos se originaron en Oriente Medio y son los descendientes de los dos miembros fundadores de los modernos canguros baramin que fueron cargados en el Arca de Noé previamente al Diluvio Universal. [...] Después del Diluvio, los canguros salieron del Arca y migraron a Australia. Existe debate sobre si esta emigración se produjo sobre tierra --ya que Australia estuvo aún por un tiempo conectada a Oriente Medio antes de que el supercontinente de Pangea se rompiera-- o si fueron llevados por las aguas en retroceso sobre restos de vegetación.

Otro ejemplo puede verse en el artículo sobre el calentamiento global, donde se dice (en la edición del 26 de febrero de 2007) que "estos científicos son en su mayor parte liberales ateos, aceptan la prepotencia de que el hombre puede destruir la Tierra que Dios le dio".
La teoría de la relatividad también fue acusada en ediciones anteriores de Conservapedia (hasta el 22 de febrero de 2007) de "rechazar la teoría de gravitación de Newton, entregada por Dios", "no estar comprobada", no haber generado "ninguna cosa útil" y de "servir como base del relativismo moral, que ataca las creencias cristianas".

### Comunidad
Conservapedia mantiene también una página de discusión sobre política estadounidense. Para editar es necesario tener una cuenta. En algunos momentos puntuales, la creación de nuevas cuentas no era posible, por ejemplo durante parte de 2007, debido al vandalismo que sufría la página. Para convertirse en editor es preciso realizar un test ideológico. Cada contribución es cedida de manera irrevocable bajo una licencia similar a la BSD a excepción de la cláusula de las copias no autorizadas.

## Acusaciones a Wikipedia
Conservapedia ofrece una lista de acusaciones contra Wikipedia. Unos cuantos ejemplos son:
- Wikipedia no destaca adecuadamente la importancia del cristianismo en la historia, cultura y avances técnicos.
- Wikipedia permite el uso de los términos a. e. c. (Antes de la era común) y e. c. (de la era común) en vez de los a. C. (Antes de Cristo) y AD o d. C. (Anno domini o después de cristo). Conservapedia se opone al uso de los términos a. e. c. y e. c. ya que el calendario gregoriano está basado en la fecha de nacimiento de Cristo.
- Su artículo sobre el aborto “parece un folleto publicitario de la industria del aborto” y no ofrece hechos científicos que demuestran el peligro para la salud que supone esta práctica.
- Wikipedia contiene abundante material sobre música, cine y series de televisión de escaso valor educativo.
- Privilegia la escritura del inglés británico sobre la del estadounidense (por ejemplo colour en vez de color).
- En la Wikipedia inglesa se borró el artículo de Conservapedia sin que mediara votación.
- Los administradores de Wikipedia se consideran en su mayor parte liberales, a pesar de que la mayor parte de la población estadounidense se define como conservadora.
- Wikipedia bloquea frecuentemente los artículos que son críticos consigo misma.
- Aunque la mayor parte de los estadounidenses rechaza la teoría de la evolución, los editores de Wikipedia son casi en su totalidad evolucionistas.
- Wikipedia muestra un marcado sesgo a favor de la vacunación.

### Respuesta de Wikipedia
El cofundador de Wikipedia, Jimmy Wales, ha respondido que no le molestan las críticas de los conservadores. En una entrevista a The Guardian comentó que la cultura libre no conoce límites y que refirió a Conservapedia como una variable acorde con su misión. A pesar de eso la entrada de Conservapedia en inglés se ha borrado en varias ocasiones por considerarse poco relevante y ser una fuente de información no fiable, aunque actualmente existe en varios idiomas, inglés incluido.

## Críticas
A Conservapedia se le acusa en ocasiones de no cumplir sus objetivos. Por ejemplo, en sus páginas también aparece el e. c. (de la era común) o que se sigue sin dar la importancia debida al cristianismo en alguna de sus entradas (como por ejemplo en la del Renacimiento, que es precisamente la utilizada por Conservapedia para "demostrar" el sesgo anticristiano de Wikipedia).
Como toda enciclopedia libre, en sus inicios su calidad era bastante escasa, hecho propiciado porque sus primeros editores fueran en gran medida estudiantes de secundaria. No obstante, mantiene todavía posturas creacionistas, hecho que le sigue valiendo críticas.
Algunas entradas de Conservapedia han sido acusadas de ser tan poco neutrales que rozan la parodia, como por ejemplo en la entrada de Bill Clinton se llegó a leer que "a pesar de eso la mayor parte de la gente no desea que sea asesinado o que arda en el infierno". Pero también Wikipedia, según Larry Sanger creador de Wikipedia, ni siquiera sigue su propia regla del Punto De Vista Neutral (PDVN). También mantuvo, hasta 2007, una página sobre el "Pulpo Arborícola del Pacífico Noroeste" que, según su autor, era una parodia del movimiento medioambiental.
A pesar de los controles que anuncia como garantía de rigor, la Conservapedia tampoco se libra del vandalismo. La web se ha convertido en blanco de varias ridiculizaciones y comentarios jocosos debido a sus características.